# The Amazing Race Vietnam: Cuộc đua kỳ thú 2013
Mùa thứ hai của chương trình Cuộc đua kỳ thú với tên gọi Cuộc đua kỳ thú 2013 (tên đầy đủ: The Amazing Race Vietnam – Cuộc đua kỳ thú 2013) được phát sóng vào lúc 20:00 tối thứ sáu hàng tuần trên kênh VTV3 từ ngày 26 tháng 7 đến ngày 18 tháng 10 năm 2013. Mùa thi này được thực hiện theo phiên bản người nổi tiếng, với sự góp mặt của 9 đội chơi đều là những người nổi tiếng. Huy Khánh là người dẫn chương trình của mùa này.
Đội Xanh Dương của Thu Hiền và Diệp Lâm Anh là nhà vô địch của mùa này. Họ cũng là đội giữ kỷ lục của chương trình với thứ hạng trung bình cao nhất trong tất cả các đội nữ của The Amazing Race, 2.5

## Sản xuất

### Đội thi
9 cặp người chơi đều là những người nổi tiếng.

## Kết quả
| Đội                            | Nghề nghiệp - Màu trang phục (Số)  | Thứ hạng từng chặng | Thứ hạng từng chặng | Thứ hạng từng chặng | Thứ hạng từng chặng | Thứ hạng từng chặng | Thứ hạng từng chặng | Thứ hạng từng chặng | Thứ hạng từng chặng | Thứ hạng từng chặng | Thứ hạng từng chặng | Thứ hạng từng chặng | Thứ hạng từng chặng | Thực hiện Vượt rào |
| Đội                            | Nghề nghiệp - Màu trang phục (Số)  | 1                   | 2                   | 3                   | 4                   | 5                   | 6                   | 79,10               | 79,10               | 811                 | 9                   | 10                  | 11                  | Thực hiện Vượt rào |
| ------------------------------ | ---------------------------------- | ------------------- | ------------------- | ------------------- | ------------------- | ------------------- | ------------------- | ------------------- | ------------------- | ------------------- | ------------------- | ------------------- | ------------------- | ------------------ |
| Trần Hiền & Diệp Lâm Anh       | Người mẫu/Ca sĩ (4)                | 61                  | 3                   | 1                   | 6                   | 2                   | 3                   | 2                   | 1                   | 1                   | 2                   | 212                 | 1                   | Hiền 6, Lâm Anh 7  |
| Linh Chi & Nhan Phúc Vinh      | Nhân viên văn phòng/Diễn viên (2)  | 1                   | 2                   | 2                   | 1                   | 4                   | 1                   | 47                  | 3                   | 4                   | 1ƒ                  | 1ε                  | 213                 | Chi 5, Vinh 7      |
| Thùy Dung & Đức Hưng           | VĐV Tennis/Nhân viên văn phòng (7) | 7                   | 73                  | 5                   | 3                   | 1                   | 56                  | 3                   | 4⊂                  | 3                   | 3                   | 3                   | 3                   | Dung 6, Hưng 7     |
| Đinh Tiến Đạt & Hari Won       | Rapper/Sinh viên (6)               | 4                   | 1                   | 3                   | 2                   | 3                   | 2                   | 1                   | 2⊃                  | 2                   | 4                   | 412                 |                     | Đạt 7, Hari 5      |
| Linh Sơn & Đoàn Mạnh           | Diễn viên/Nhân viên văn phòng (5)  | 32                  | 4                   | 7                   | 5                   | 6                   | 4                   | 58                  | 5                   |                     |                     |                     |                     | Sơn 4, Mạnh 4      |
| Thanh Hoa & Anh Tuấn           | Người mẫu (8)                      | 5                   | 8                   | 4                   | 4                   | 5                   | 6                   |                     |                     |                     |                     |                     |                     | Hoa 1, Tuấn 5      |
| Pha Lê & Hà Việt Dũng          | Ca sĩ/Diễn viên (1)                | 8                   | 6                   | 6                   | 7                   | 75                  |                     |                     |                     |                     |                     |                     |                     | Lê 3, Dũng 2       |
| Kim Lee & Pharreal Phương      | DJ (9)                             | 2                   | 5                   | 8                   |                     |                     |                     |                     |                     |                     |                     |                     |                     | Kim 1, Pharreal 2  |
| S.T Sơn Thạch & Lâm Hùng Phong | Ca sĩ/Diễn viên đóng thế (3)       | 9                   | 94                  |                     |                     |                     |                     |                     |                     |                     |                     |                     |                     | S.T 2, Phong 0     |

Chú giải 1: Thu Hiền & Diệp Lâm Anh ban đầu về thứ 4 nhưng phải chịu hình phạt 15 phút do họ ăn bún bò giúp nhau. Họ đã tụt xuống vị trí thứ 6.

Chú giải 2: Linh Sơn & Đoàn Mạnh ban đầu về thứ 3 nhưng phải chịu hình phạt 5 phút do bỏ sót đầu mối thử thách Vượt rào. Tuy nhiên, thứ hạng của họ không thay đổi.

Chú giải 3: Thùy Dung & Đức Hưng ban đầu về thứ 7 nhưng phải chịu hình phạt 15 phút do Đức Hưng đã vạch đất để nhớ số lượng hạt đậu đã gieo. Tuy nhiên, thứ hạng của họ không thay đổi.

Chú giải 4: ST (365) & Hùng Phong ban đầu về thứ 8 nhưng phải chịu hình phạt 30 phút do không về nhất trong chặng này (vì bị đánh dấu loại ở chặng TP. Hồ Chí Minh). Đội Hoa-Tuấn điểm danh trước họ nên Huy Khánh đã loại họ khỏi cuộc đua trong khi còn thời gian phạt.

Chú giải 5: Pha Lê không hoàn thành phần vượt rào của mình và phải chịu hình phạt 4 giờ, tuy nhiên họ đã dừng cuộc chơi.

Chú giải 6: Thùy Dung & Đức Hưng ban đầu về nhì nhưng phải chịu hình phạt 15 phút do khi chở cói có người giúp đỡ. Họ đã tụt xuống vị trí thứ 5.

Chú giải 7: Phúc Vinh & Linh Chi ban đầu về nhì nhưng do họ bỏ sót đầu mối vượt rào nên phải quay về chỗ cô Tuyết để lấy mật thư. Họ đã tụt xuống vị trí thứ 4.

Chú giải 8: Linh Sơn & Đoàn Mạnh phải di chuyển chậm 30 phút trong chặng sau do họ đã hỗ trợ bằng cách ghi số bậc thang vừa đếm được lên giấy.

Chú giải 9: Phần đầu của chặng 7 là chặng chỉ có 1 vượt rào, không có thêm 1 vượt rào cũng như 1 lựa chọn kép.

Chú giải 10: Chặng 7 là 1 chặng dài bao gồm 2 vượt rào và 1 lựa chọn kép được chiếu trong 2 tập.

Chú giải 11: Chặng 8 là chặng có 2 vượt rào và không có lựa chọn kép.

Chú giải 12: Hai đội Thu Hiền - Lâm Anh và Tiến Đạt - Hari đã bỏ thử thách ăn thắng cố và bị phạt 45 phút tại chỗ.

Chú giải 13: Phúc Vinh & Linh Chi ban đầu về nhất phải chịu hình phạt 30 phút do họ vi phạm luật giao thông (đi ngược chiều, vượt đèn đỏ) ở lộ trình đầu tiên và dùng sổ tay ghi nhớ nét chữ Hán ở lộ trình thứ 2. Họ đã tụt xuống hạng nhì.
Màu đỏ biểu thị đội đã bị loại.

Màu xanh dương gạch dưới biểu thị đội về chót trong một chặng an toàn.

Chữ ƒ màu xanh biểu thị đội giành được Nhảy cóc.

Chữ ε màu tím biểu thị đội sử dụng Thẻ Ưu Tiên.

Dấu ⊃ màu nâu biểu thị đội sử dụng Rào cản; ⊂ biểu thị đội bị Rào cản tác động; ⊂⊃ biểu thị chặng đua có Rào cản nhưng không đội nào sử dụng.

() biểu thị trình tự của các đội bắt cặp được thành lập. Các đội có cùng số thứ tự trong dầu ngoặc là hai đội bắt cặp cùng nhau.

## Các chặng đua

### Chặng 1 (Thành phố Hồ Chí Minh) - Không loại

Bản đồ chặng đua của Cuộc đua kỳ thú: The Amazing Race Vietnam 2013

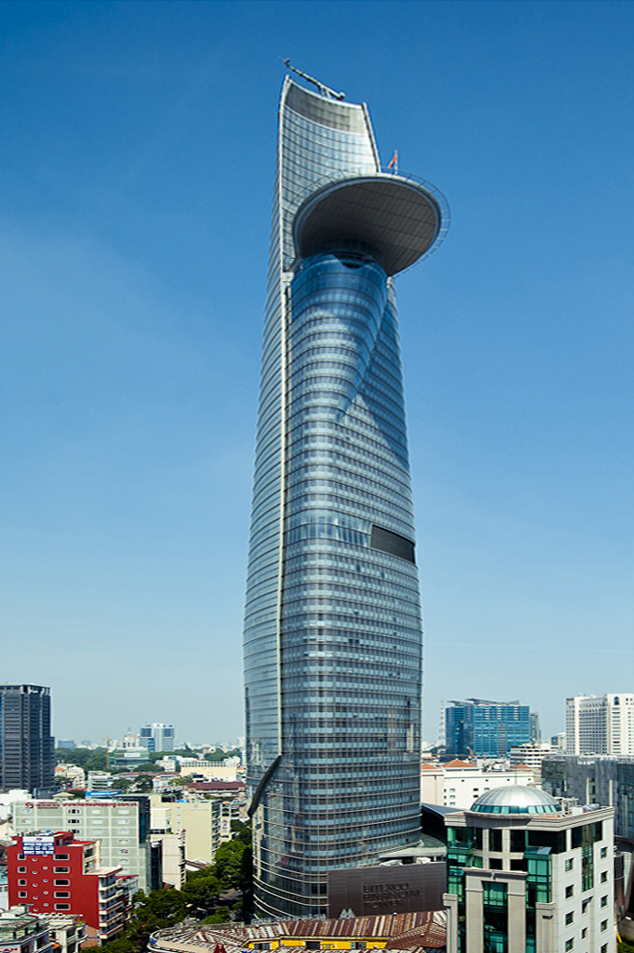
Trong chặng 1, các đội sẽ phải đến tòa nhà Bitexco Financial Tower ở TP. Hồ Chí Minh

- Thành phố Hồ Chí Minh (Dinh Độc Lập) (Điểm xuất phát)
- Tp. Hồ Chí Minh (Tòa nhà Bitexco Financial Tower)
- Tp. Hồ Chí Minh (Chợ Bến Thành hoặc Cafe Underground)
- Tp. Hồ Chí Minh (Nhà hát Thành phố Hồ Chí Minh)

Trong Vượt rào, thành viên của mỗi đội phải vào phòng chiếu phim số 1 của cụm rạp BHD Star Cineplex Icon 68 tại lầu 3 tòa nhà Bitexco để tìm đầu mối kế tiếp ở khu vực ghế ngồi. 
Trong Lựa chọn kép các đội chọn giữa Đường phố và Sân khấu. Trong Đường phố, các đội phải đến chợ Bến Thành và bán 500.000 đồng kẹo kéo. Trong Sân khấu, các đội đến quán cà phê Undergroud hát karaoke hoàn chỉnh 5 bài hát trong 5 thùng sâu, giun, lươn, nước đá và chuột (trong mỗi thùng phải hát hoàn chỉnh 1 bài).
Thử thách phụ
- Tại Dinh Thống Nhất, các đội phải tìm 3 trong số 380 chiếc nón lá để ghép thành "Cuộc đua kỳ thú 2013" rồi nhận mật thư kế tiếp.
- Các đội phải lên tầng 49 tòa nhà Bitexco Financial Tower bằng thang bộ để tìm đầu mối kế tiếp ở khu vực bán đồ lưu niệm.
- Tại lầu 4 tòa nhà Bitexco, các đội phải ăn hết 6 tô bún bò Đò Trai (mỗi người 3 tô) với kích thước lớn dần để nhận đầu mối kế tiếp.

### Chặng 2 (Tp. Hồ Chí Minh →Cà Mau)

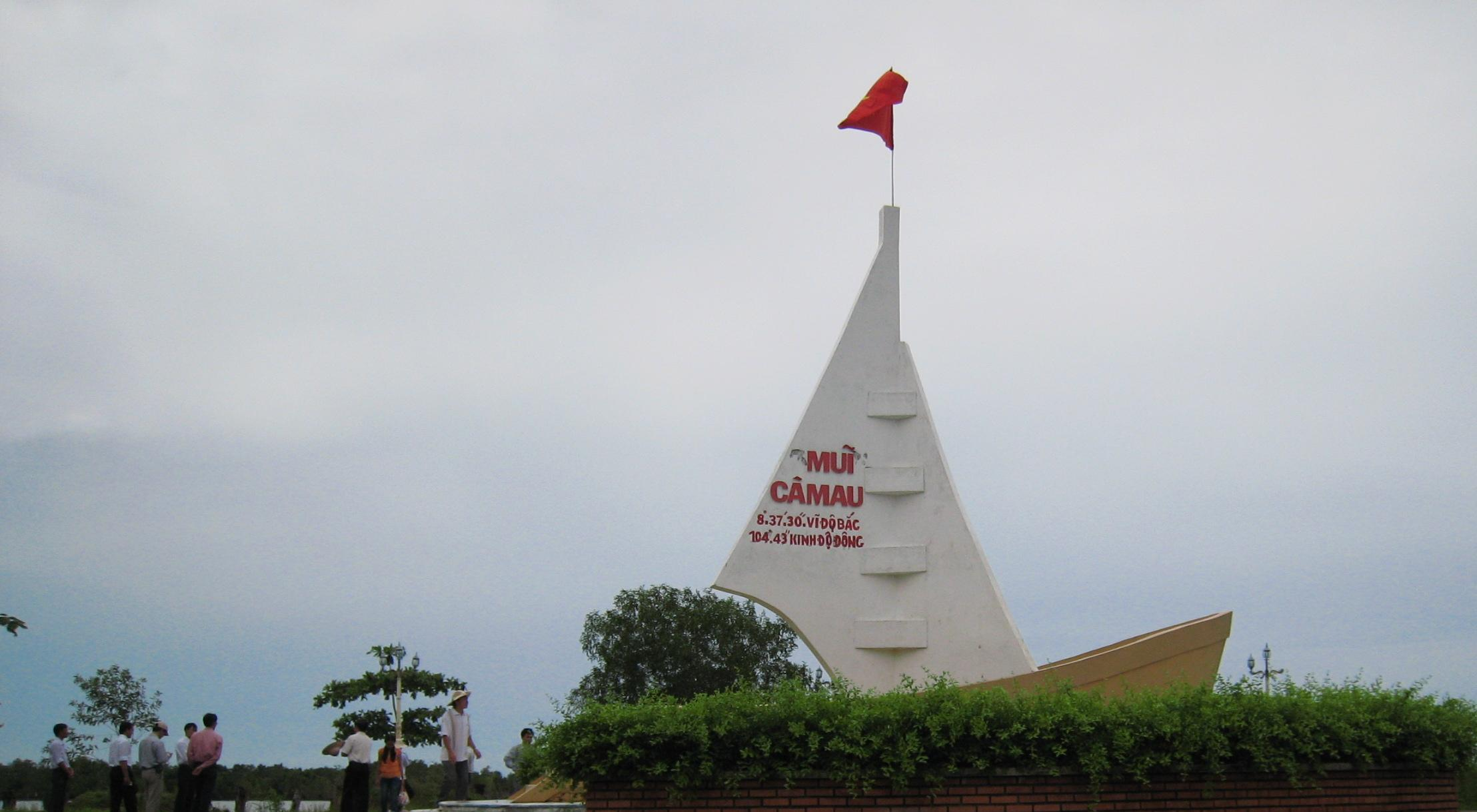
Tượng đài hình con thuyền đánh dấu vị trí của Mũi Cà Mau là điểm dừng chân của chặng thứ 2

- TP. Hồ Chí Minh (Bến xe Miền Tây) đi Cà Mau (Bến xe Cà Mau)
- Cà Mau (Nhà Dây Thép Cà Mau)
- Cà Mau (Ấp chống Mỹ, Hàm Rồng, Năm Căn)
- Cà Mau (Mũi Cà Mau)

Trong Lựa chọn kép các đội phải chọn giữa Nông vụ hoặc Ngư vụ. Trong Nông vụ, Các đội phải phân hạt đậu ra thành hai loại: Đậu nành và Đậu cúc làm sao cho đủ số lượng của mỗi loại đậu được giao. Trong Ngư vụ, Các đội phải xuống ao bắt đủ 20 con Cá kèo rồi kho cá, nhưng trong lúc kho cá các đội phải di chuyển đến lúc nào mà người giám sát đồng ý, các đội sẽ được nhận mật thư tiếp theo. 
 Trong Vượt rào thành viên của mỗi đội phải quàng một con Trăn từ dưới lên đài quan sát.
Thử thách phụ
- Khi đến Cà Mau, các đội phải tìm Nhà dây thép Cà Mau thông qua gợi ý "Được Pháp xây dựng vào năm 1910" để lấy mật thư đi tiếp.
- Tại gầm cầu ông Tình, các đội đi quanh các nhà và tìm mật thư được giấu ở đâu đó, sau khi tìm được mật thư, các đội sẽ phải vá lốp xe đạp và tự đi xe đạp tới Bến tàu Tượng Đài để lấy mật thư đi tiếp.
- Tại Mũi Cà Mau, Các đội phải đi giỏ lai về phía đáy đánh cá và có 5 phút để tìm mật thư được giấu ở đáy đánh cá, nếu hết 5 phút mà đội nào không tìm được mật thư, các đội phải quay về bến và chờ đến lượt tiếp theo.
- Sau khi tìm được mật thư trong đáy đánh cá, các đội sẽ đi ca-nô về phía Đất Mũi để lấy mật thư tiếp theo.
- Đội bị loại trong chặng này - Đội vàng của ST-Lâm Hùng Phong là đội có  thứ hạng trung bình thấp nhất trong tất cả các đội từng tham gia trong cuộc đua kì thú - 9.0

### Chặng 3 (Cà Mau →Đồng Nai→Bình Thuận)

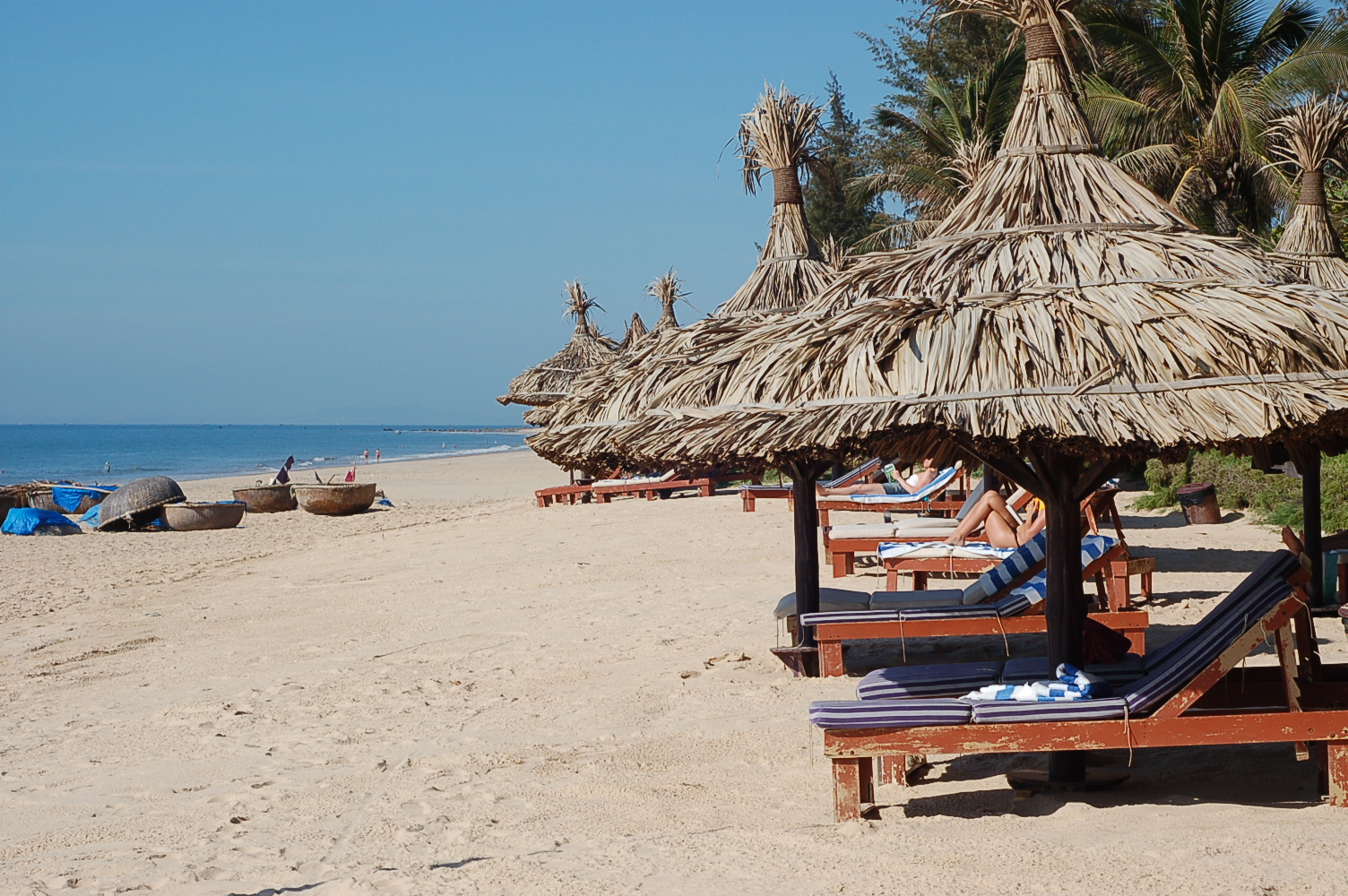
Bãi biển Mũi Né, điểm dừng chân của chặng thứ 3

- Cà Mau (Bến xe Cà Mau) đi Biên Hòa, Đồng Nai (Bến xe Biên Hòa)
- Long Thành, Đồng Nai (Công ty sữa Đồng Nai)
- Mũi Né, Phan Thiết, Bình Thuận (Resort Romana)
- Mũi Yến, Phan Thiết, Bình Thuận
- Mũi Né, Phan Thiết, Bình Thuận (Đường Huỳnh Thúc Kháng)
- Phan Thiết (Bãi sau Mũi Né)

Trong Lựa chọn kép các đội phải chọn giữa Cỏ hoặc Sữa. Trong Cỏ, các đội phải đến đồng cỏ trong trang trại và cắt 20 kg cỏ, sau đó đem về chuồng bò cho một con bò bất kì ăn hết số cỏ đó. Trong Sữa, các đội phải đến khu vắt sữa bò của trang trại và vắt 2 lít sữa bò. 
 Trong Vượt rào thành viên của mỗi đội phải tham gia bộ môn dù lượn tại Mũi Yến, Phan Thiết, sau khi tiếp đất, phải chạy ngược lên mũi Yến, nơi đồng đội đang chở để lấy gợi ý tiếp theo.
Thử thách phụ
- Khi đến Bến xe Biên Hòa, các đội phải tìm một người lái xe ôm có biểu trưng của chương trình để nhận mật thư đi tiếp.
- Tại Resort Romana, một thành viên của mỗi đội phải chơi bịt mắt đập niêu với sự chỉ dẫn của thành viên còn lại, thành viên này chỉ tạo ra tiếng động mà không được nói. Nếu đập hết số niêu và bóng đúng thứ tự 1-2-3-5-4-6 sẽ nhận được mật thư kế tiếp, nếu sai thứ tự sẽ bị phạt 15 phút và phải thực hiện lại.
- Trên đường Huỳnh Thúc Kháng, Phan Thiết, các đội phải đổi tiền từ 1 tờ 500.000 đồng sang các mệnh giá nhỏ nhất (dưới dạng tiền giấy và tiền xu).

### Chặng 4 (Bình Thuận →Khánh Hòa) - Chặng không loại
- Nha Trang, Khánh Hòa (Resort Amiana)
- Nha Trang (Bến tàu Long Phú)
- Nha Trang (Đảo Khỉ)
- Nha Trang (Khu du lịch sinh thái Suối Hoa Lan)
- Nha Trang (Khách sạn Sheraton)

Trong Vượt rào thành viên của mỗi đội phải lặn xuống biển ven đảo Khỉ để lấy mật thư tiếp theo. 
 Trong Lựa chọn kép các đội phải chọn giữa Cá hoặc Chim. Trong Cá, các đội phải bắt một con cá sấu bất kỳ và đi theo chỉ dẫn đến căn chòi được đánh dấu để nhận mật thư đi tiếp. Trong Chim, các đội phải tham trò chơi cưỡi đà điểu, các đội chơi vừa cưỡi vừa cầm ly nước tăng lực Sting sao cho mực nước còn lại lớn hơn hoặc bằng mức quy định.
Thử thách phụ
- Tại Resort Amiana, các đội chơi phải đi một vòng nhà hàng Bacaro trong resort theo chỉ dẫn và đếm số bàn có bộ đồ ăn hoàn chỉnh theo mẫu. Nếu trả lời đúng 84 bàn, họ sẽ nhận mật thư kế tiếp. Nếu trả lời sai sẽ bị phạt 10 phút và cho kết quả khác
- Sau khi hoàn thành Lựa chọn kép, một thành viên phải du dây cáp như bộ môn zipline rồi ném bóng xuống, thành viên còn lại sẽ lấy xô hứng bóng. Nếu bóng vào xô sẽ nhận mật thư kế tiếp, nếu không sẽ bị phạt 15 phút rồi thực hiện lại.
- Tại phòng học nấu ăn ở lầu 6 khách sạn Sheraton, các đội chơi phải làm một tô mì để nhận mật thư kế tiếp.
- Tại quán bar cạnh hồ bơi của khách sạn, đội chơi phải ăn một cái bánh gato trong tư thế bị trói hai tay để lấy thẻ thang máy lên tầng 30 của khách sạn là trạm dừng của chặng này.

### Chặng 5 (Khánh Hòa →Đắk Lắk→Đắk Nông)

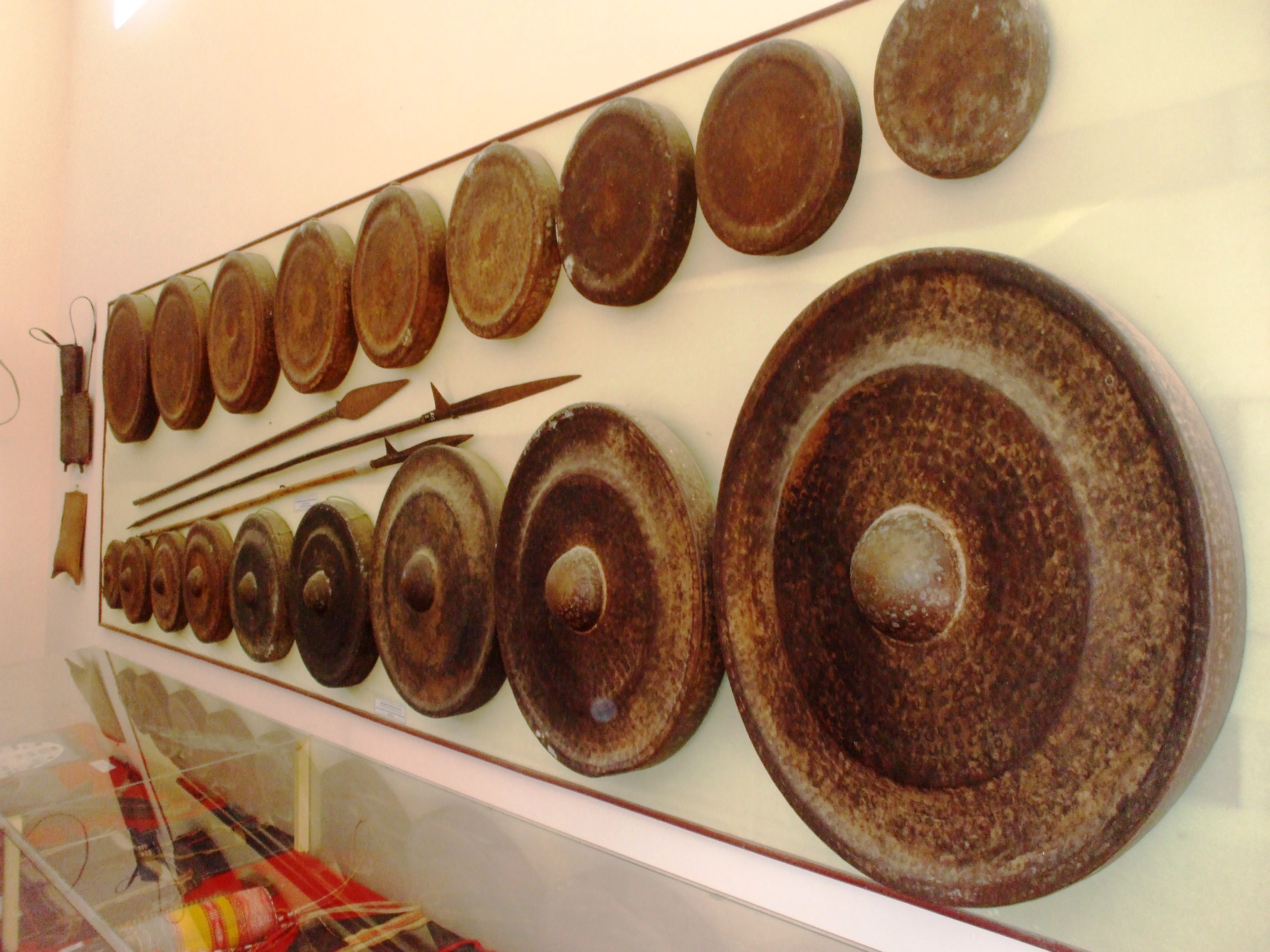
Các đội đến Đắc Nông và phải tham gia thử thách nhận biết âm thanh từ những chiếc cồng chiêng

- Khánh Hòa (Bến xe liên tỉnh phía Nam) đi Buôn Ma Thuột, Đắk Lắk (Bến xe liên tỉnh phía Bắc)
- Buôn Đôn, Buôn Ma Thuột (Di tích nhà sàn cổ)
- Buôn Đôn (Trung tâm cầu treo)
- Cư Jút, Đắk Nông (Vườn cà phê hoặc Lò gạch)
- Đắk Nông (Thác Đray Nur và Thác Đray Sáp)
- Đắk Nông (Nhà dài)

Lựa chọn kép của cuộc đua là Cây và Đất. Chọn Đất, các đội phải chở 250 viên gạch chưa nung nguyên vẹn bằng một chiếc xe chở cũ mà không được làm rơi vỡ viên nào. Chọn Cây, các đội phải đếm đủ số cây cà phê trong khu vực được đánh dấu của chương trình. Sau đó, đội chơi dùng số liệu này để tính một bài toán phức tạp về sản lượng cà phê thu hoạch và sản xuất.
Trong Vượt rào, các đội trả lời câu hỏi Ai muốn vượt thác?. Một thành viên mỗi đội phải bơi qua một con sông lớn đến chân của chân một con thác và dùng thang treo leo lên trên đỉnh.
Thử thách phụ
- Sau khi đến nhà của Ama Kong, các đội phải tìm và thuyết phục nghỉ lại qua đêm ở nhà một gia đình địa phương.
- Tại Trung tâm Cầu treo, các đội được nghe âm thanh từ những chiếc cồng chiêng. Trong vòng 5 phút, họ phải tìm đến chỗ treo cồng chiêng và lấy đúng chiếc cồng chiêng mà họ được nghe.
- Ở thác Dray Sáp, một thành viên phải đu dây xuống chân thác, nơi họ có thể thấy một dãy mật mã bốn số. Thành viên đu dây sẽ thông báo cho thành viên còn lại, ở cách xa thác để dùng mã số đó, mở chiếc hộp chứa mật thư đi tiếp.

### Chặng 6 (Quảng Nam→Đà Nẵng)
- Quảng Nam (Thánh địa Mỹ Sơn)
- Quảng Nam (Làng nghề làm chiếu)
- Đà Nẵng (Trung tâm bơi lặn Đà Nẵng)
- Đà Nẵng (Khu du lịch Bà Nà)
- Đà Nẵng (Cung thể thao Tiên Sơn)

Trong Vượt rào, các đội trả lời câu hỏi Ai thích mò kim đáy bể? Một thành viên mỗi đội phải nhảy từ bục xuất phát, lặn xuống đáy hồ bơi và dùng chùm chìa khóa được giao trước mở những chiếc hộp đặt dưới đáy hồ  để tìm một chai Sting. Sau đó, thành viên sẽ được treo lên dây cáp và ném chai Sting vào rổ lưới.
Lựa chọn kép của chặng này là Tháp cao và Hầm sâu. Chọn Tháp cao, các đội phải di chuyển vào bên trong tòa tháp và tìm 5 bảng số có tổng là 20000 trong tình trạng bị buộc hai chân vào nhau. Chọn Hầm sâu, đội chơi phải di chuyển vào bên trong hầm rượu và tìm một chai rượu có đánh dấu trong tình trạng bị buộc hai chân vào nhau.
Thử thách phụ
- Tại Thánh địa Mỹ Sơn, đội chơi phải tìm 5 con tò he đất có thể thổi thành tiếng được giấu trong khu vực được quy định mà không được phép trò chuyện với nhau.
- Tại Làng nghề làm chiếu, đội chơi được yêu cầu phải chất 3 bó cói lên một chiếc xe đạp và đẩy xe đến nơi được chỉ định tại xóm Cầu Vạn, thôn Hà Mỹ, xã Chi Vinh để nhận mật thư. Đội chơi sẽ không được nhận bất kì sự trợ giúp nào từ người dân địa phương.

### Chặng 7 (Đà Nẵng →Quảng Bình)

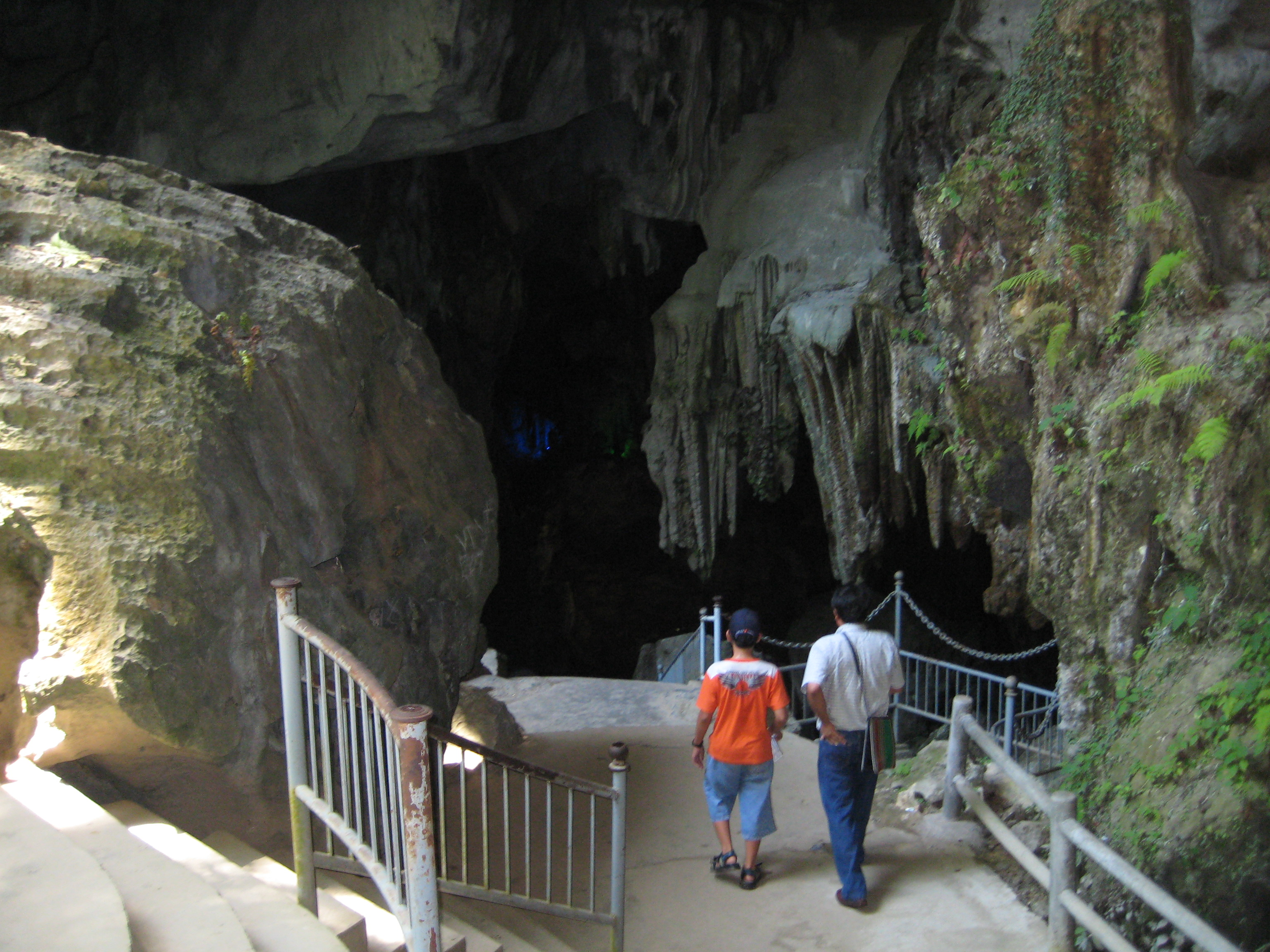
Động Tiên Sơn chính là nơi các đội thực hiện thử thách đếm bậc thang ở Phong Nha - Kẻ Bàng.

- Đồng Hới, Quảng Bình (Thành cổ Đồng Hới)
- Quảng Bình (Tượng đài Mẹ Suốt)
- Quảng Bình (Động Thiên Đường)
- Quảng Bình (Nhà chị Tuyết)
- Quảng Bình (Quán cà phê Cocos)
- Quảng Bình (Nhà Bà mẹ Việt Nam Anh hùng Hà Thị Viễn)
- Quảng Bình (Sun Spa Resort) (Điểm giữa chặng đua, các đội được gặp Huy Khánh)
- Quảng Bình (Vườn quốc gia Phong Nha - Kẻ Bàng)
- Quảng Bình (Bản Đoòng)
- Quảng Bình (Hang Én)
- Quảng Bình (Bãi cột từ)
- Quảng Bình (Cửa hang Sơn Đoòng)
- Quảng Bình (Hang Sơn Đoòng)
- Quảng Bình (Cửa hang Én)

Đây là chặng đua dài đầu tiên của Cuộc đua kỳ thú 2013. Trong chặng này cũng xuất hiện Rào cản.Trong Vượt rào đầu tiên, thành viên của mỗi đội sẽ phải làm một cây chổi theo yêu cầu của gia đình chị Tuyết.
Trong Vượt rào thứ hai, thành viên của mỗi đội sẽ phải ăn hết phần cơm do người giám sát chỉ định. Trong Lựa chọn kép, mỗi đội sẽ phải lựa chọn giữa Học và Thực hành, trong Học các đội phải hướng dẫn các em trong bản Đoòng (hầu như là người dân tộc) viết 1 đoạn bài thơ Lượm của Tố Hữu và các em viết chữ phải đẹp, trong Thực hành các đội phải đi ra một con suối và phải lấy đầy một xô nước và phải tưới cây theo đúng chỉ định của người giám sát.
Thử thách phụ
- Tại Tượng đài Mẹ Suốt, các đội sẽ phải hoàn thành một bài hò khoan của Quảng Bình. Được sự chấp thuận của người giám sát, đội sẽ nhận mật thư đi tiếp.
- Tại Động Thiên Đường, các đội sẽ phải đếm số bậc thang từ chỗ bắt đầu đến chỗ kết thúc được đánh dấu của chương trình rồi báo kết quả lại cho người giám sát. Nếu đúng 297 bậc thang, các đội sẽ nhận được mật thư tiếp theo.
- Các đội tìm đến quán cà phê Cocos, tìm một người tên Phúc để nhận một món quà. Đội sẽ tìm đến nhà Bà mẹ Việt Nam anh hùng Hà Thị Viễn để tặng món quà này và nhận mật thư tiếp theo.
- Từ Phong Nha, các đội sẽ đi qua đường Hồ Chí Minh nhánh tây km 35 bằng ôtô, tại đây họ sẽ nhận được mật thư rồi đi bộ khoảng 7 km về phía Phong Nha.
- Các đội phải đi đến cửa hang Sơn Đoòng để làm một chiếc lều theo mẫu. Sau khi làm xong, các đội sẽ phải lấy củi đốt lửa để đun 5l nước, sau đó nghỉ đêm tại chính chiếc lều mà họ đã dựng.
- Các đội phải đi vào trong hang Sơn Đoòng và phải luồn một màng nhện làm từ dây thừng, nếu để chuông gió kêu, các đội sẽ phải làm lại từ đầu, sau khi hoàn thành xong thử thách, các đội phải nhảy từ trên hang xuống chân hang khoảng 70m, trong khi đi, các đội phải tìm một mật thư được giấu trong kẽ núi, và họ sẽ đi từ hang Sơn Đoòng tới cửa hang Én để về đích

### Chặng 8 (Quảng Bình →Hà Nội→Singapore) - Chặng không loại

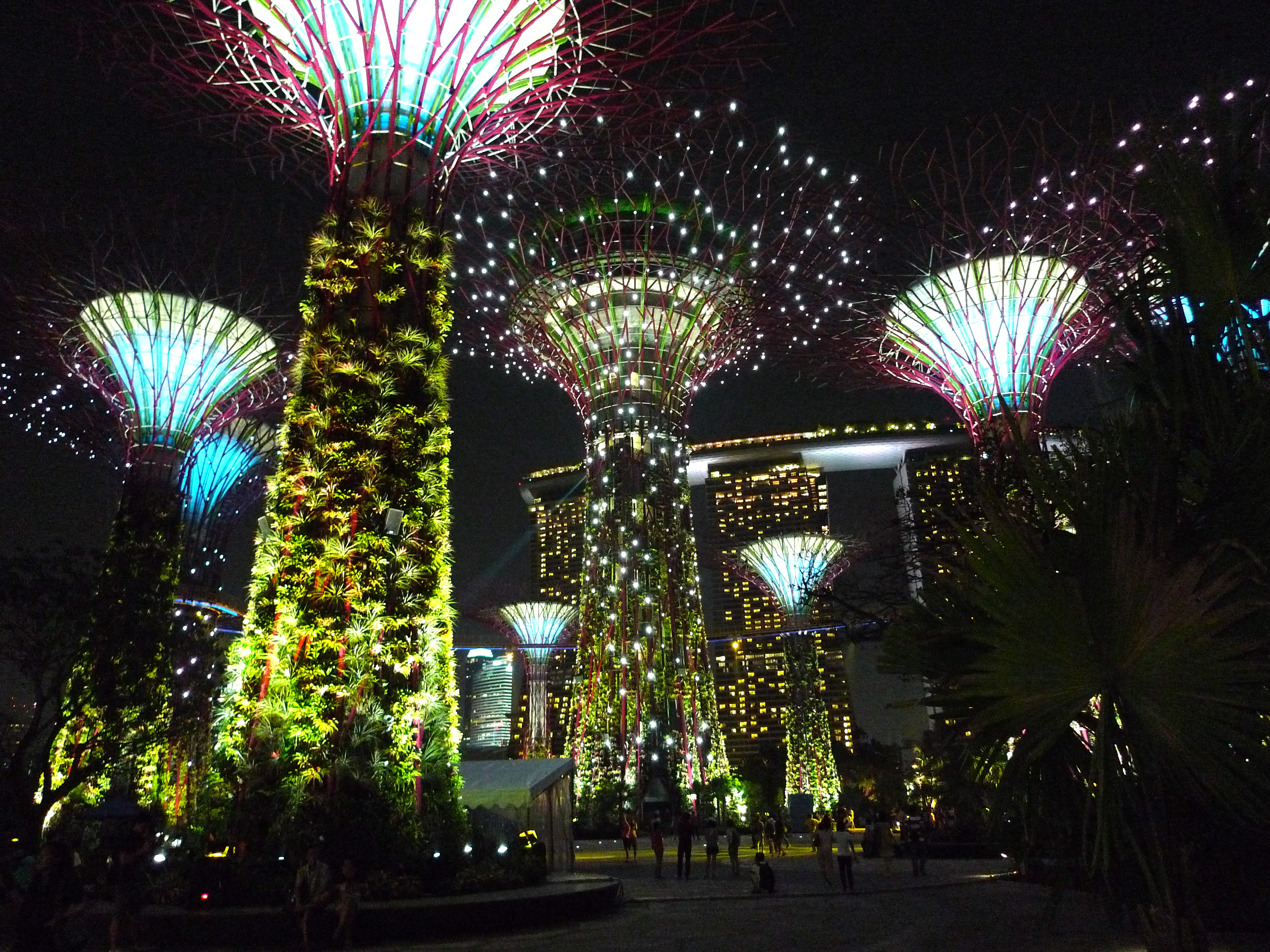
Trong chặng nước ngoài này, các đội về đích tại công viên Garden by the Bay

- Quảng Bình đi Hà Nội
- Hà Nội (Sân bay quốc tế Nội Bài) đi Singapore (Sân bay quốc tế Changi)
- Singapore (Tượng nhân sư Merlion)
- Singapore (Khách sạn Days, Zhongsan Park)
- Singapore (Trung tâm bay Flight Experience)
- Singapore (Khu ẩm thực Food Republic, VivoCity)
- Singapore (Trung tâm IFly)
- Singapore (Khu giải trí Gmax Reverse Bungee)
- Singapore (Công viên Gardens by the Bay)

Chặng này là chặng đua nước ngoài đầu tiên của The Amazing Race Vietnam. TrongVượt rào thứ nhất, các đội đến trung tâm trải nghiệm bay Flight Experience Singapore, một thành viên sẽ được học và lái máy bay giả định, làm đúng, họ sẽ nhận được mật thư. Kế đó, các đội đến Khu ẩm thực Food Republic, VivoCity. Tại đây, mỗi thành viên trong đội phải làm 10 chiếc bánh bột theo mẫu. Trong Vượt rào thứ hai, các đội đến trung tâm IFly, một thành viên sẽ trải nghiệm bộ môn rơi tự do trong nhà. Chặng này không có Lựa chọn kép .
Thử thách phụ
- Các đội từ Quảng Bình đi trạm trung chuyển Hà Nội, đón máy bay của hãng Singapore Airlines đi Changi, Singapore.
- Tại công viên Merlion, các đội tìm người có biểu tượng của chương trình để nhận mật thư.
- Tại khách sạn Days, đội chơi sẽ được xem một phòng mẫu, sắp xếp lại các vật dụng ở một phòng khác. Làm đúng, họ sẽ nhận được chìa khóa phòng khách sạn và nhận những nhiệm vụ tiếp theo vào sáng hôm sau.
- Tại khu giải trí Gmax Reverse Bungee, hai thành viên sẽ tham gia trò chơi nhảy Bungee ngược, tiếp theo, họ phải xỏ đủ 10 chiếc kim trong vòng 3 phút.

### Chặng 9 (Singapore → Hà Nội →Hải Phòng) - Chăng không loại
- Singapore (Sân bay quốc tế Changi) đi Hà Nội (Sân bay quốc tế Nội Bài)
- Hà Nội đi Hải Phòng
- Bến phà Gia Luận
- Cát Bà (Bến Bèo) 
  -  Bến tàu chính đảo Cát Bà
  - Cát Bà (Bãi tắm Cát Cò 3)
- Cát Bà (Bãi tắm Hoàng tử 2)
- Cát Bà (Bãi tắm Hoàng tử 1)
- Cát Bà (Bãi tắm Hoàng tử 2)
- Cát Bà (Núi Ngọc)
- Cát Bà (Đảo Khỉ)

Thử thách   Nhảy cóc đầu tiên của cuộc đua yêu cầu đội chơi phải tự đi tìm dụng cụ để cạo đầu cho nhau rồi tâng bóng qua lại trong 5 lượt.
Trong Vượt rào, các đội trả lời câu hỏi Ai thích hái trứng? Một thành viên mỗi đội phải leo lên núi và tìm những chiếc giỏ trên vách núi, lấy đủ số trứng và chai Sting theo yêu cầu để nhận mật thư. Chặng này không có Lựa chọn kép
Thử thách phụ
- Tại Bãi tắm Hoàng tử 2, các đội phải tìm mật thư giấu tại bãi cát đã được quy định. Trong quá trình tìm kiếm, nếu các đội làm hư lâu đài cát thì sẽ phải xây lại.
- Các đội phải chèo thuyền kayak đến Bãi tắm Hoàng tử 1. Tại đây, một thành viên sẽ bay dù lượn trên không để quan sát và ghi nhớ thứ tự xuất hiện của những bảng màu, thành viên còn lại di chuyển đến điểm đáp dù để chờ đồng đội. Sau đó hai thành viên phải sắp xếp các bảng màu theo đúng thứ tự xuất hiện trong 1 phút 30 giây để nhận mật thư
- Các đội phải chèo thuyền kayak đến Bãi tắm Hoàng tử 2 sau đó bơi ra bè. Tại đây đội chơi phải tìm cách đứng lên hai chiếc bè nổi để tạo dáng và chụp hình. Hoàn thành được 3 tấm ảnh toàn thân trong 10 phút, đội chơi sẽ nhận được mật thư tiếp theo.

### Chặng 10 (Hải Phòng → Hà Nội →Lào Cai) - Bán kết
- Hải Phòng đi Hà Nội
- Hà Nội (Ga Hà Nội) đi Lào Cai (Ga Lào Cai)
- Ga Lào Cai đi Sa Pa
- Sa Pa, Lào Cai (Nhà thờ đá)
- Sa Pa (Cửa hàng mỹ thuật Vinh Mai)
- Sa Pa (Nhà dân)
- Xã San Sả Hồ, Sa Pa
- Sa Pa (Trạm kiểm lâm núi Sẻ)
- Sa Pa (Trạm nghỉ 2200m)
- Bản Cát Cát, Sa Pa (Lầu vọng cảnh)

Trong Vượt rào, các đội trả lời câu hỏi Ai thích hoa? Một thành viên mỗi đội phải thêu tay lên một tấm vải theo sự chỉ định và hướng dẫn của ngưđể nhận mật thư. 
Lựa chọn kép của chặng này là Động vật và Thực vật. Chọn Động vật, đội chơi phải lùa một con lợn vào chuồng trong khu vực đã được chỉ định. Chọn Thực vật, đội chơi phải cày bừa và cấy lúa trên thửa ruộng được quy định.
Thử thách phụ
- Tại Cửa hàng mỹ thuật Vinh Mai, các đội phải tìm và mặc một bộ trang phục của người Dao Đỏ trong vòng 5 phút.
- Các đội đi xe máy đến Trạm kiểm lâm núi Sẻ, sau đó đi bộ lên trạm nghỉ 2200m trên núi. Tại đây, mỗi thành viên phải xẻ một miếng thịt lợn sao cho tổng trọng lượng của 2 miếng thịt là 500g.
- Mỗi thành viên phải  ăn hết một bát thắng cố, một món ăn truyền thống của người H'mông, được làm từ nội tạng của các loại động vật.
- Tại khu vực có dấu hiệu, đội chơi sẽ chơi trò ném còn. Mỗi đội chơi có 3 phút và 5 lần ném còn. Để nhận được mật thư, một thành viên phải ném còn xuyên qua vòng trên cao và thành viên còn lại phải bắt được còn.

### Chặng 11 (Lào Cai → Hà Nội)
Lựa chọn kép cuối cùng của cuộc đua năm nay là Thư viện và Múa rối nước. Với Thư viện, đội chơi tìm đường đến Thư viện Quốc gia Vịêt Nam, họ phải giải một mật mã để tìm được tên một quyển sách (Đại Việt Sử Ký Toàn Thư) tại tầng 4 của thư viện giao cho một người có dấu hiệu của chương trình để nhận mật thư. Với Múa rối nước, đội chơi tìm đường đến Nhà hát múa rối nước Thăng Long, sau khi được hướng dẫn biểu diễn rối nước, đội chơi phải sáng tác và biểu diễn với rối nước, nếu được người giám sát chấp nhận sẽ nhận được mật thư.
Thành viên chọn làm Vượt rào cuối cùng của cuộc đua "Ai thích làm người hùng?". Thành viên chọn làm sẽ được thử công việc của một chiến sĩ cảnh sát phòng cháy chữa cháy, phải leo dây theo hướng của mũi tên chỉ đường đến vị trí của đồng đội mình đang chờ sẵn. Thành viên chọn làm Vượt rào phải đưa đồng đội của mình xuống bằng thang cứu nạn
Thử thách phụ
- Tìm người giữ mật thư: Đội chơi phải dùng tiền dịch chuyển để mua tranh hoặc áp phích cổ động về thủ đô Hà Nội giai đoạn 1945 - 1975, sau đó mang bức tranh này mang đến cho một người có dấu hiệu của chương trình tại Bảo tàng mỹ thuật Hà Nội để nhận mật thư tiếp theo.

- Đội chơi di chuyển đến cầu Thê Húc vào đền Ngọc Sơn, tìm ông đồ có dấu hiệu của chương trình, tập viết thư pháp. Trong quá trình viết, không được sử dụng bất cứ phương pháp nào để ghi nhớ. Nếu viết sai sẽ bị phạt 15 phút. Viết đúng và được ông đồ chấp thuận sẽ nhận mật thư đi tiếp
- Về đích: Tìm đường đến khu vực đánh dấu của chương trình tại Hoàng thành Thăng Long, họ phải sắp xếp các mảnh ghép thành một bức tranh hoàn chỉnh. Hoàn thành xong nhiệm vụ, đội chơi tìm đường về đích ngay tại Hoàng thành Thăng Long. Tại đây, 3 đội chơi trụ lại cuối cùng là những đội chơi thông minh nhất, bền bỉ nhất và may mắn nhất của cuộc đua sẽ lần lượt giẫm thảm về đích trong sự reo hò của 6 đội chơi còn lại của mùa giải. Đội chơi giẫm thảm về đích đầu tiên tại đây sẽ là nhà vô địch mới của Cuộc Đua Kỳ Thú 2013. Đội giẫm thảm thứ 2 sẽ trở thành á quân của Cuộc Đua Kỳ Thú 2013. Đội giẫm thảm cuối cùng sẽ mang danh hiệu về đích thứ 3 chung cuộc của Cuộc Đua Kỳ Thú 2013.